# Rede Brasil de Comunicação
A Rede Brasil de Comunicação ou RBC1 é um grupo de comunicação de rádio e televisão ligadas a João Florentino. A Rede Brasil forma um dos maiores complexos de comunicação do estado, pertence à Associação Cultural de Literatura e Comunicação (ACLC) e o seu principal mantenedor é a Igreja Evangélica Assembleia de Deus em Pernambuco (IEADPE).
A Rede Brasil é a maior produtora de conteúdo local, com 24 horas de programação diária, levando aos telespectadores, ouvintes e internautas um conteúdo de qualidade voltado para a família, com serviços de jornalismo, prestação de serviços, interatividade, mensagens cristãs, músicas, orientações de saúde, educação e cultura.

## História
A rede também se expandiu na área audiovisual (TV, produção de Clipes musicais e campanhas educativas), e possui uma televisão via satélite, que divide a programação com a Rede Estação, possuindo uma rede na cidade de Recife. Atualmente, com seus departamentos de produção e jornalismo muito atuantes, a RBC TV chegou a marca de maior produtora de conteúdo local com mais de 18 horas/dia. Os programas de maior audiência da emissora são: Lar Cristão (apresentado pelo Pr. Albérico Inácio), Fé para Viver (apresentado por Luciene Brito), Lição de Vida (Rossano Márlio), Deus Fala ao Coração, Na Cia de Cristo (Pb. Antônio Gomes), Fonte de Fé (Ev. Amós Batista), Jornal Estado (Ed Villanova), Assunto do Dia (Phelipe Cavalcante), Fala Professor, EBD (Ev. Nadjackson Saraiva e Pr. Ailton Jr.); etc. 
A RBC detém a maior produção de conteúdo televisivo do Estado. São mais de 25 programas (produzidos pelo Departamento de Produção e Jornalismo da emissora).

## Cobertura
- Canal 14 UHF- Toda Região Metropolitana do Recife (Gerando conteúdo 24 hrs por dia)
- Canal 14 - Santa Cruz do Capibaribe e outras localidades;
- Canal 06 - Caruaru e Agreste;
- Canal 28 - Cabo de Sto. Agostinho e Litoral Sul e áreas adjacentes;
- Canal 04 - Ribeirão;
- Canal 16 - Gameleira - PE;
- Canal 30 - Toritama e áreas adjacentes;
- Canal 23 - Buíque e adjacências;
- Canal 19 - Arcoverde e Região.

- Cobertura para todo Brasil Via-Satélite:[2]
  - ABS-3A
    - FREQUÊNCIA: 3953 SYMBOL RATE: 3413
    - POLARIZAÇÃO: VERTICAL
    - VÍDEO PID: 264
    - ÁUDIO PID: 265 PCR PID :264
- PARA OPÇÃO RÁDIO O PID DE AUDIO É 768

## Emissoras
| Cidade                   | Frequência               | Prefixo           |
| ------------------------ | ------------------------ | ----------------- |
| Recife                   | FM 93,3 MHz / AM 580 KHz | ZYW 595 / ZYI 776 |
| Afogados da Ingazeira    | FM 96,7 MHz              | ZYD 281           |
| Arcoverde                | FM 95,5 MHz              | ZYD 277           |
| Araripina                | FM 92,9 MHz              | ZYD 266           |
| Belo Jardim              | FM 106,9 MHz             | ZYR 729           |
| Carnaíba                 | FM 98,3 MHz              | ZYT 790           |
| Carpina                  | FM 106,5 MHz             | ZYW 593           |
| Caruaru                  | FM 102,5 MHz             | ZYR 704           |
| Floresta                 | FM 101,9 MHz             | ZYT 795           |
| Garanhuns                | FM 105,1 MHz             | ZYR 701           |
| Goiana                   | FM 88,9 MHz              | ZYD 285           |
| Ipojuca                  | FM 95,5 MHz              | ZYR 734           |
| Mirandiba                | FM 98,9 MHz              | ZYR 727           |
| Ouricuri                 | FM 92,1 MHz              | ZYR 705           |
| Palmares                 | FM 106,3 MHz             | ZYT 797           |
| Pesqueira                | FM 106,3 MHz             | ZYR 702           |
| Petrolina                | FM 106,7 MHz             | ZYS 770           |
| Santa Cruz do Capibaribe | FM 97,9 MHz              | ZYW 597           |
| Serra Talhada            | FM 99,7 MHz              | ZYD 263           |
| Surubim                  | FM 95,1 MHz              | ZYT 793           |